# Sü An-čchi
Sü An-čchi (čínsky pchin-jinem Xǔ Ānqí, znaky 许安琪; * 23. ledna 1992, Nanking, Čína) je čínská sportovní šermířka, která se specializuje na šerm kordem.
Čínu reprezentuje od druhého desetiletí jednadvacátého století. Na olympijských hrách startovala v roce 2012 a 2016 v soutěži jednotlivkyň a družstev. V roce 2015 obsadila třetí místo na mistrovství světa v soutěži jednotlivkyň. S čínským družstvem kordistek vybojovala na olympijských hrách jednu zlatou (2012) a jednu stříbrnou (2016) olympijskou medaili a v roce 2015 vybojovala s družstvem titul mistryň světa.